# Zając kantabryjski
Zając kantabryjski (Lepus castroviejoi) – gatunek ssaka z rodziny zającowatych (Leporidae). Jeden z dwóch gatunków zająca występujących endemicznie na Półwyspie Iberyjskim.

## Taksonomia
W 1976 roku hiszpański biolog Fernando Palacios Arribas opisał go jako gatunek odrębny od zająca iberyjskiego. Holotyp i paratypy, łącznie 27 osobników, zebrano na 1000–1900 m n.p.m. z trzynastu lokalizacji. Początkowo takson nie był zaakceptowany jako osobny przez środowisko naukowe, chociaż pierwsze porównawcze dane biochemiczne i genetyczne przyczyniły się do potwierdzenia jego wyraźnego oddzielenia od innych europejskich gatunków zajęcy. Późniejsze badania genetyczne potwierdziły specyficzną tożsamość zająca kantabryjskiego jako gatunku odmiennego od zająca iberyjskiego, w tym ostatnie badania z wykorzystaniem sekwencji całego genomu. Rosyjski paleontolog Aleksandr Awierjanow w 1998 roku umieścił gatunek w podrodzaju Eulagos.
Zarówno analiza mitochondrialnego, jak i jądrowego DNA wykazała, że zając kantabryjski jest blisko spokrewniony z zającem apenińskim, dzieląc nie tylko podobieństwa genetyczne, ale także cechy fenotypowe i właściwości niszy ekologicznej. Nie znaleziono żadnych mieszańców z zającem iberyjskim i zającem szarakiem, pomimo występowania w parapatrii. Jednak mitochondrialne DNA jest dość podobne do linii obserwowanej u zająca bielaka, co sugeruje hybrydyzację przodków obu gatunków.
Pod względem taksonomicznym gatunek ten jest zbliżony do zająca apenińskiego. Uważa się, że oba gatunki miały wspólnego przodka w późnym plejstocenie, mającego duży zasięg w Europie oraz rozdzielenie się dwóch różnych schronień na Półwyspie Iberyjskim i Apenińskim w wyniku zmian klimatycznych.

## Morfologia
Długość ciała (bez ogona) 410–590 mm, długość ogona 87 mm, długość ucha 85–96 mm, długość tylnej stopy 130–147 mm; masa ciała 2–3,5 kg.
Zając kantabryjski ma pośredni rozmiar pomiędzy mniejszym zającem iberyjskim a większym zającem szarakiem. Kolorystycznie jest taki sam jak zające szarak i iberyjski, tj. tak jak one ma szarobrązowe futro, biały spód i czarny z wierzchu ogon. Generalnie odcień futra jest bardziej brązowo-żółtawy niż u tych gatunków. Biały obszar brzuszny jest szerszy i wyraźniejszy niż u zająca szaraka, czasami sięgając przednich nóg, chociaż nie tak rozległy jak u zająca iberyjskiego, który często rozciąga się przez klatkę piersiową. Kontrast między kolorem grzbietu a obszarem brzusznym jest wyraźny, w przeciwieństwie do rozproszonego przejścia u zająca szaraka. Wzór twarzy jest bardzo charakterystyczny, ponieważ ma jaśniejszy szarawy pas na twarzy, między podstawą uszu a dolną częścią policzków, który wyróżnia się na tle brązowego koloru obszaru zlokalizowanego wokół oka i pyska. Uszy i ogon stosunkowo krótsze niż zajęcy iberyjskiego i szaraka, tylne nogi dłuższe, co może być związane z przystosowaniem się do życia w zimniejszym środowisku, z większą ilością śniegu zimą.

## Zasięg występowania
Zając kantabryjski występuje w północnej Hiszpanii. Jego obszar występowania ogranicza się do pasma górskiego Kantabrii, gdzie obszar zajmowany przez gatunek ma około 230 km długości i 25–40 km szerokości, od Sierra de los Ancares, pomiędzy Lugo i Leónem, aż do Sierra de Híjar między Kantabrią a Palencią. Chociaż na większości obszaru występowania występuje stosunkowo licznie, obecnie jego liczebność spada na wschodnim krańcu, na granicy z prowincjami Kantabria i Palencia.

## Ekologia

### Siedlisko
Jednym z charakterystycznych siedlisk zająca kantabryjskiego są zbocza górskie porośnięte szczodrzeńcem z gatunku Cytisus oromediterraneus. Oprócz szczodrzeńców można go spotkać także na wrzosowiskach i lasach górskich położonych na wysokościach od 1000 do 1900 m n.p.m. W okresach zimowych schodzi do 1000 m n.p.m., by uniknąć śniegu.

### Tryb życia
Nie ma zbytnio wielu informacji nt. ekologii zająca kantabryjskiego. Biorąc pod uwagę rozproszone rozmieszczenie odpowiedniego siedliska, wydaje się, że zające kantabryjskie funkcjonują jako metapopulacja z różnymi małymi lokalnymi populacjami w dobrych siedliskach, połączonymi przez rozprzestrzenianie się przez niekorzystne obszary takie jak lasy, skały i osiedla ludzkie. Mimo że gatunek ten jak inne zające jest roślinożerny, nie ma szczegółowych naukowych informacji na temat jego diety.

### Zależności międzygatunkowe
Młode i dorosłe osobniki prawdopodobnie padają ofiarą m.in. lisa rudego, wilka iberyjskiego, żbika europejskiego, kuny leśnej, orła przedniego i jastrzębia zwyczajnego. W Górach Kantabryjskich występuje silne nakładanie się nisz populacji zająca kantabryjskiego i zagrożonej wyginięciem populacji kuropatw.

## Ochrona
Zając kantabryjski jest klasyfikowany przez Międzynarodową Unię Ochrony Przyrody jako gatunek narażony. Nie przeprowadzono badań na jego populacji, chociaż jest uważany za gatunek wrażliwy ze względu na niewielką zajmowaną powierzchnię. Mimo to jest to gatunek łowny w León i Kantabrii. Polowanie na zająca kantabryjskiego jest w Asturii zakazane od lat, jednak w żadnej prowincji nie jest on gatunkiem chronionym.